# 蘇比斯府邸

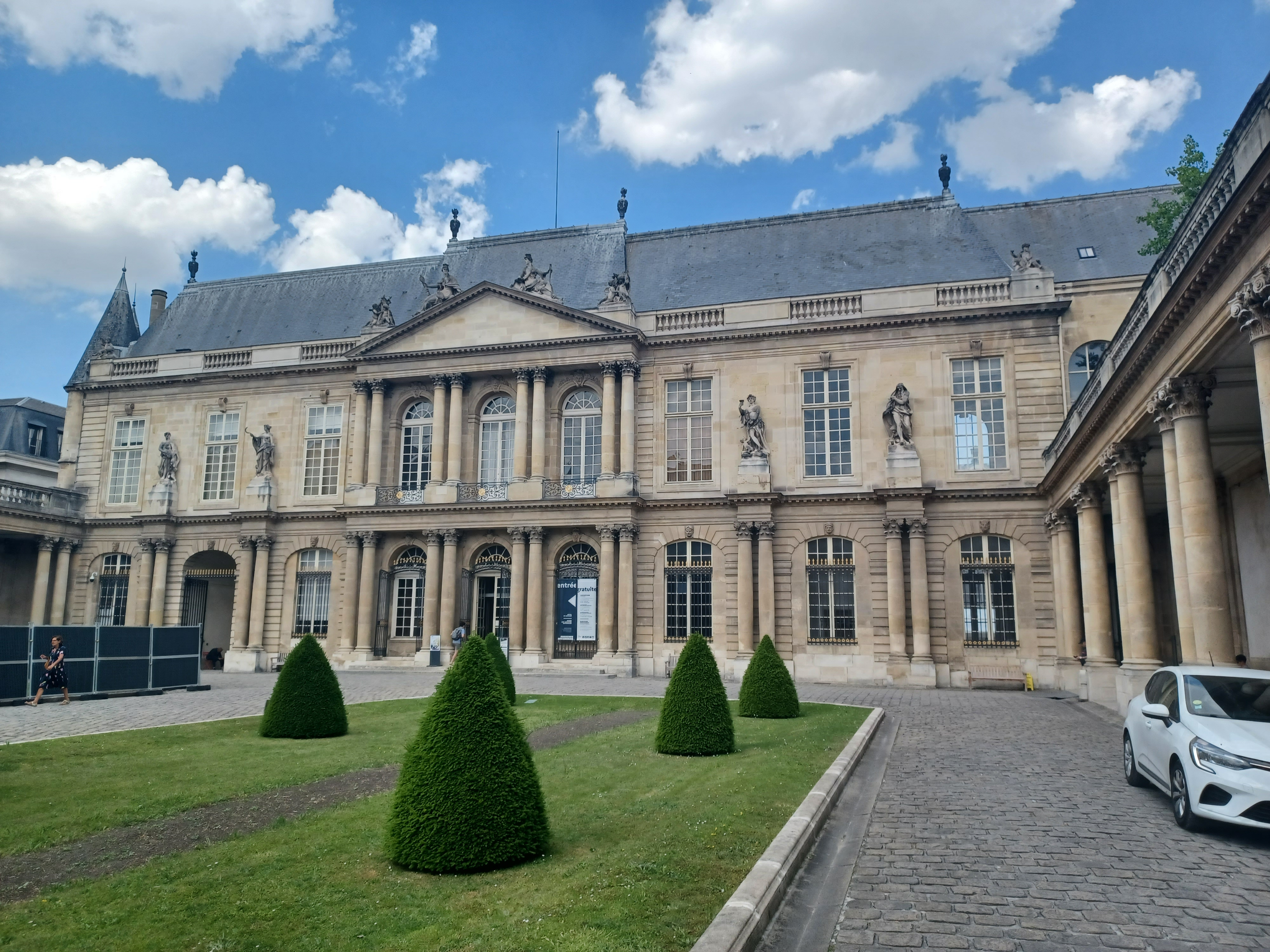

蘇比斯府邸（法語：Hôtel de Soubise）是位於法國首都巴黎3區的一座豪宅。蘇比斯府邸的歷史可以追溯至1375年。現在的建築修建於1735年至1740年期間。1808年之後，蘇比斯府邸成為法國的國家財產。

## 外部連結
- insecula.com entry